# Längholmen (Kalixrivier)
Längholmen is een onbewoond langgerekt eiland in de Zweedse Kalixrivier. Het eiland heeft geen oeververbinding. Het heeft een oppervlakte van ongeveer 45 hectare. De afstand tot de westoever is ongeveer 300 meter, tot de oostoever ongeveer 25 meter. De stroom tussen eiland en oostoever heet Längholmavan.